# Пьештянский технический испытательный институт
Государственное предприятие «Пьештянский технический испытательный институт» (словацк. Technický skúšobný ústav Pieštany, š.p., сокращённо TSÚ Piešťany, š.p.) — независимый аттестационный, испытательный, калибровочный и инспекционный орган, работающий в области машиностроения и сертифицированный в системе менеджмента по стандарту STN EN 9001. В сфере сертификации и испытаний работает с 1952 года (дата основания — 4.02.1952), в своём нынешнем виде функционирует с 1998 года. Учредителем института является Управление Словацкой Республики по стандартизации, метрологии и испытаниям. 100-процентным владельцем предприятия является государство. Адрес предприятия: 92101, Словакия, город Пьештяны, Крайинское шоссе, д.2929/9 (Krajinská cesta, 2929/9, 921 01 Piešťany, Slovensko)

## История
В 1949 году на основании решения Министерства машиностроения (Прага), № 12457/50-V-IV-1 был основан опытно-исследовательский завод как составная часть предприятия «Коротехна Прага», а в 1950 году, в его рамках, создан опытно-испытательный завод «Ковотехна Пьештяны», основным направлением деятельности которого были исследование, разработка и тестирование продуктов, прежде всего, металлических потребительских товаров.
В 1952 году завод стал испытательной лабораторией продукции и материалов, исходным ассортиментом которой были металлические потребительские товары, а позднее медицинское оборудование и приборы, бытовая техника, металлическая посуда, упаковка, товары для черчения и измерений, ещё позже завод стал заниматься и метрологией. С 1958 года Пьештянский завод «Kovotechna Praha» производил качественную маркировку продукции. С 1960 года под наименованием «Kovotechna závod 04» испытательная лаборатория в Пьештянах вошла в состав предприятия «Кововый товар (Металлоизделия)» в Трнаве.
1 января 1965 года был учреждён Машиностроительный испытательный институт в Брно (SZÚ) и испытательная лаборатория в Пьештянах стала одним из его филиалов. Благодаря расширению деятельности в 1969 году возник план по строительству нового испытательного объекта. Строительство испытательного комплекса продолжалась с 1973 по 1991 год. 1.01.1975 года из филиала SZÚ в Пьештянах был создан Чехословацкий институт аттестации приборов и оборудования — SKTC № 243 — как юридически независимая государственная экономическая организация, подведомственная Пражского управлению по стандартизации и измерениям. В 1992 году институт получил наименование Государственное предприятие «Технический испытательный институт», с 1998 года институт называется Государственное предприятие «Пьештянский технический испытательный институт». После образования независимой Словацкой Республики (1.01.1993) учредителем института стало Управление Словацкой Республики по стандартизации, метрологии и проведению испытаниям (в соответствии с законом №111/1990 Свода законов).

## Оценка соответствия продукции
- Оценка соответствия согласно директивам ЕС. Возник уполномоченный орган ЕС с присвоенным идентификационным №1299, от Управления по систематизации, метрологии и проведению испытаний Словацкой Республики для работы по следующим направлениям так называемого Нового подхода:

92/42/ЕHS, Эффективность водогрейных котлов
97/23/ES, напорное оборудование 2000/14/ES, Эмиссии шума от оборудования, используемого в космосе
2004/108/ЕС Электромагнитная Совместимость (EMC)
2006/42/ЕС машины и механизмы
2006/95/EC электрическое оборудование для использования в диапазоне напряжения (lvd)
2009/48/EC безопасность игрушек
2009/105/ЕС простые сосуды под давлением
2009/142/EC для приборов газообразным топливом
Регламент (ЕС) № 305/2011 строительных изделий
- Оценка соответствия в соответствии с законом №264/1999 Свода законов в отношении: игрушек, строительных изделий, котлов, медицинского оборудования, напорного оборудования, электрического оборудования, напорных сосудов и газового оборудования.
- Демонстрация соответствия согласно закону № 133/2013 Свода законов о строительной продукции с изменениями, внесенными более поздними законодательными актами.
- Экспертная оценка игровых автоматов согласно закону № 171/2005 Свода законов.

## Сертификация
Организация по сертификации осуществляет сертификацию (согласно стандарту STN EN 45011):
- машин, оборудования, устройств и агрегатов, предназначенных для использования в бытовых условиях, в сфере услуг, в машиностроительной, газовой, автомобилестроительной, электротехнической, полиграфической, химической и деревообрабатывающей промышленности, а также металлургической продукции, стальных канатов, товаров народного потребления, игровых автоматов, стекла, керамики, фарфора, металлической упаковки, строительных изделий и медицинской техники.
- Сертификация солнечных коллекторов и систем в системе Solar Keymark.
- Сертификация продукции для Российской Федерации, Украины и Беларуси.
- Проведение испытаний и выдача АТР-сертификатов в соответствии с соглашением о международных перевозках скоропортящихся пищевых продуктов и специализированных средствах их транспортировки.
- Сертификация систем менеджмента согласно стандарту EN ISO 9001.
- Сертификация подтверждения соответствия и сертификация системы внутреннего контроля в соответствии с законом № 90/1998 Свода законов о строительной продукции с изменениями, внесенными более поздними законодательными актами.
- Аттестация лиц согласно STN EN ISO/IEC 17024.

## Тестирование
- Тестирование машин, производственного оборудования, товары народного потребления, технического оборудования зданий и сооружений, электротехнического оборудования и тепловой техники.
- Испытания, аттестация и маркировка тары для перевозки опасных грузов в соответствии со стандартами ADR, RID, IMDG-Code, ICAO, IATA-DGR.
- Механические испытания материалов на растяжение, давление и изгиб.
- Тест на устойчивость к атмосферной коррозии, тестирование поверхностной обработки в искусственной атмосфере.
- Проверка выносливости и функциональности при термических циклах.
- Тестирование старения материалов в искусственной атмосфере.
- Испытания продукции и материалов в климатической камере.
- Испытаний продукции на ЭМС в безэховой камере.

## Осмотры
- Проверка соответствия требованиям безопасности технического оборудования в соответствии с законом № 124/2006 Свода законов — ОРО.
- Осуществление проверки в соответствии с законом № 90/1998 Свода законов.

## Калибровка и проверка измерительных приборов
Свидетельство об аккредитации № К 021 выдано Словацкой национальной службой аккредитации согласно стандарту STN EN ISO/IEC 17025.
Калибровочная лаборатория проводит калибровку следующих измерительных приборов и критериев:
- длина,
- давление,
- температура,
- счётчики воды,
- сила,
- момент силы — моментных ключей,
- электрических величин.

Лаборатория технической акустики проводит калибровку:
- шумомеров и интегрирующих шумомеров
- полосных фильтров
- измерительных микрофонов
- акустических калибраторов
- акустическая kalibrátorov
- личных звуковых экспозиметров
- виброметров и датчиков механического ускорения
- калибратора механических колебаний

Проверка измерительных приборов на основании решений об авторизации, выдаваемых Управлением по стандартизации, метрологии и проведению испытаний Словацкой Республики проводит поверку следующих измерительных приборов:
- динамометрических ключей,
- счётчики холодной и горячей воды,
- датчики акустического давления.